# Kostel Zvěstování Panny Marie (Pardubice)
Gotický kostel Zvěstování Panny Marie se nachází v Pardubicích v Klášterní ulici, která spojuje Pernštýnské náměstí s Komenského náměstím. Od roku 1958 je chráněn jako kulturní památka České republiky.

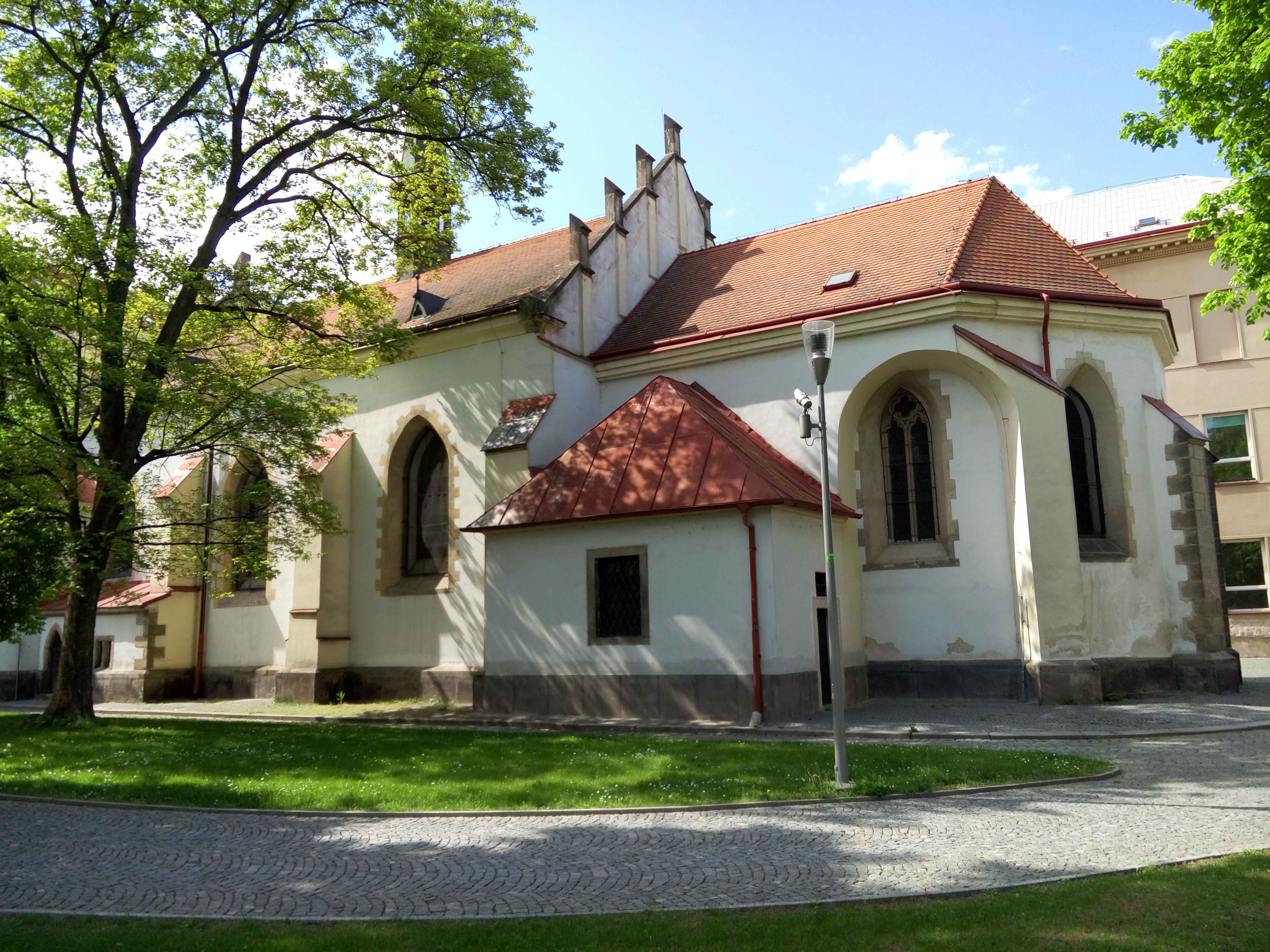
kostel Zvěstování Panny Marie

## Historie
Kostel byl založen jakožto farní kolem roku 1359 arcibiskupem Arnoštem z Pardubic a jeho bratry. Jedná se o nejstarší kostel ve městě.

### 16. století
Po požáru roku 1507 byla svatyně kostela v roce 1515 na základě nařízení Viléma z Pernštejna upravována v pozdně gotickém stylu. Vilém z Pernštejna důsledně dodržoval rovnoprávnost katolíků a kališníků. Kališníci proto od něj obdrželi špitální kostel sv. Jan Křtitele. V roce 1532, kdy kališníci opustili kostel, se vedle začal budovat klášter minoritů, kteří sem přesídlili z kostela sv. Bartoloměje. Druhý požár kostel zasáhl v roce 1538, ale ten neměl takové ničivé účinky jako požár první.
Při stavbě byl při kostelu založen hřbitov, který byl zrušen, když roku 1510 byl založen nový u kostela sv. Jana na Pražském předměstí. Na jeho místě, kde později byla podstatně větší klášterní zahrada, je nyní Komenského náměstí.

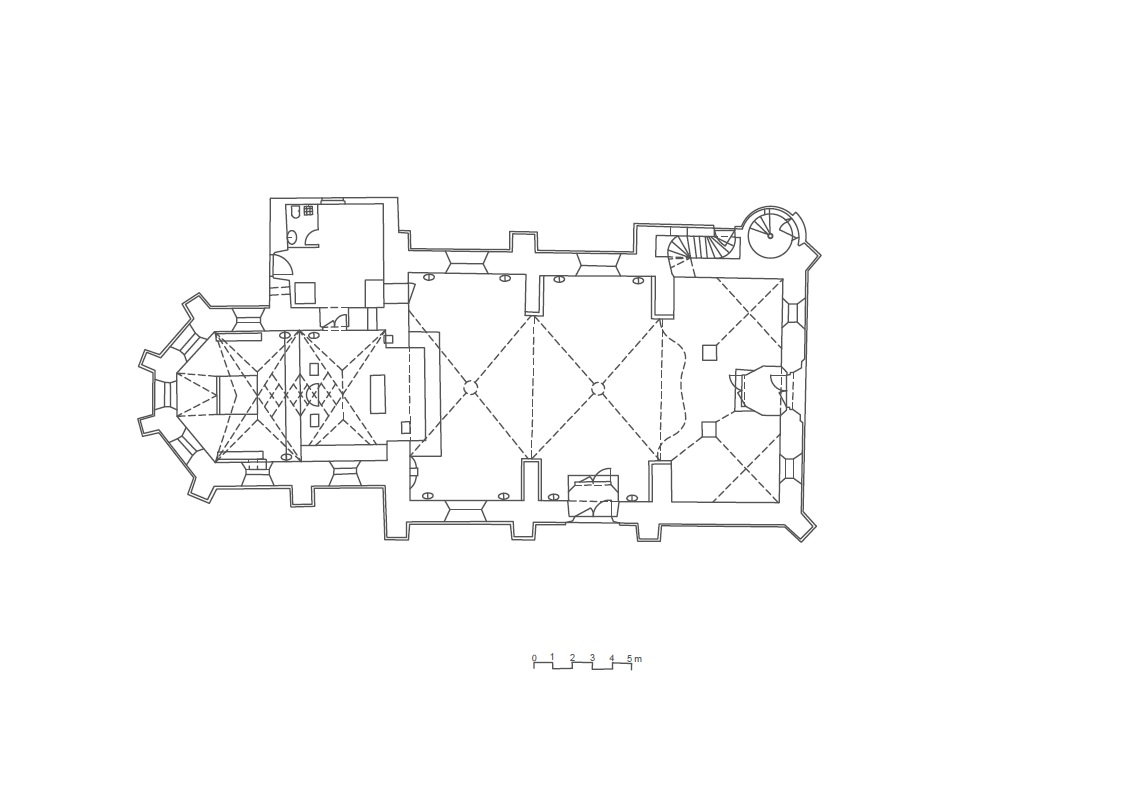
půdorys

### 17.–18. století
V říjnu 1645 během ostřelování Pardubic švédskými vojsky vedenými generálem Torstenson kostel znovu vyhořel. Následující obnova pod záštitou minoritů proběhla v barokním stylu, která však nebyla finální a během dalších let prošel kostel spoustou dalších úprav.
V roce 1786 byl přilehlý klášter zrušen a kostel postupně chátral. Důsledkem bylo rozprodání mnoha cenného zařízení. Hlavní oltář byl přesunut do Kunětic, čtyři další oltáře do Korouhve, obrazy byly přeneseny ke Kostelíčku, barokní zábradlí chóru do Osic a hodiny, které město koupilo do věže v roce 1703, byly prodány do Golčova Jeníkova.
Roku 1792 chtěl magistrát předělat opuštěný kostel na děkanský chrám, ale Česká komora návrh odložila a povolila jen dočasné užívání pro školní bohoslužby.

### 19.–20. století
Roku 1800 byl kostel znovu otevřen, ale vysvěcen byl až v roce 1815. Na výzdobu věnoval císař František I. 1292 zlatých.
Předposlední úpravou prošel v letech 1904–1905 pod vedením Bóži Dvořáka. Hlavní barokní oltář byl nahrazen novým gotickým a strop presbyteria byl ozdoben malbami dle předlohy Mikoláše Alše. Mimo jiné během úprav došlo ke stavbě šnekového schodiště do krypty, k nahrazení staré sakristie novou a k přemístění náhrobků z krypty do vnější zdi. Návrhy na malby v oknech pocházejí od malíře Ludvíka Vacátky. Seznam náhrobních desek od hlavního vchodu k jižní straně kolem kostela, které si je dnes možné prohlédnout ve Východočeském muzeu v Pardubicích:
1. Dcery Jana Kapouna ze Svojkova, zemřely roku 1567
2. Úlomek desky neznámé osoby
3. Jiřího Šmidla Henykara z Ebergku, který byl fišmistrem v Pardubicích již roku 1597
4. Rytmistra „nad 1000 koňmi“ Vil. Mertzena z Adelshofenu z roku 1625
5. „Slovutného panoše“ Jiříka Opršala ze Žher, zemřel roku 1500
6. Kateřiny Bukovské, roz. Velemitské z Velemyšlovsi, která život dokonala na pardubickém zámku, manželky Věňka Bukovského z Hustiřan, J. M. C. správce na pardubickém panství, zemř. 1616
7. Rytíře Petra Ant. Lamotte, „obrista nad 1000 koňmi“, který bojoval v bitvě na Bílé hoře proti českému vojsku, zemř. 1622
8. Jiříka, syna Jana Vostřešanského, onoho času J. M. C. místohejtmana na Pardubicích, zemř. 1600

V klášterní kryptě bylo ještě roku 1890 dvanáct rakví, ale během 2. světové války byly hojně využívány jako protiletecké kryty.
K poslední rekonstrukci došlo v 90. letech 20. století.

#### 21. století
Nyní je kostel zcela funkční, konají se zde bohoslužby i koncerty.

## Architektura

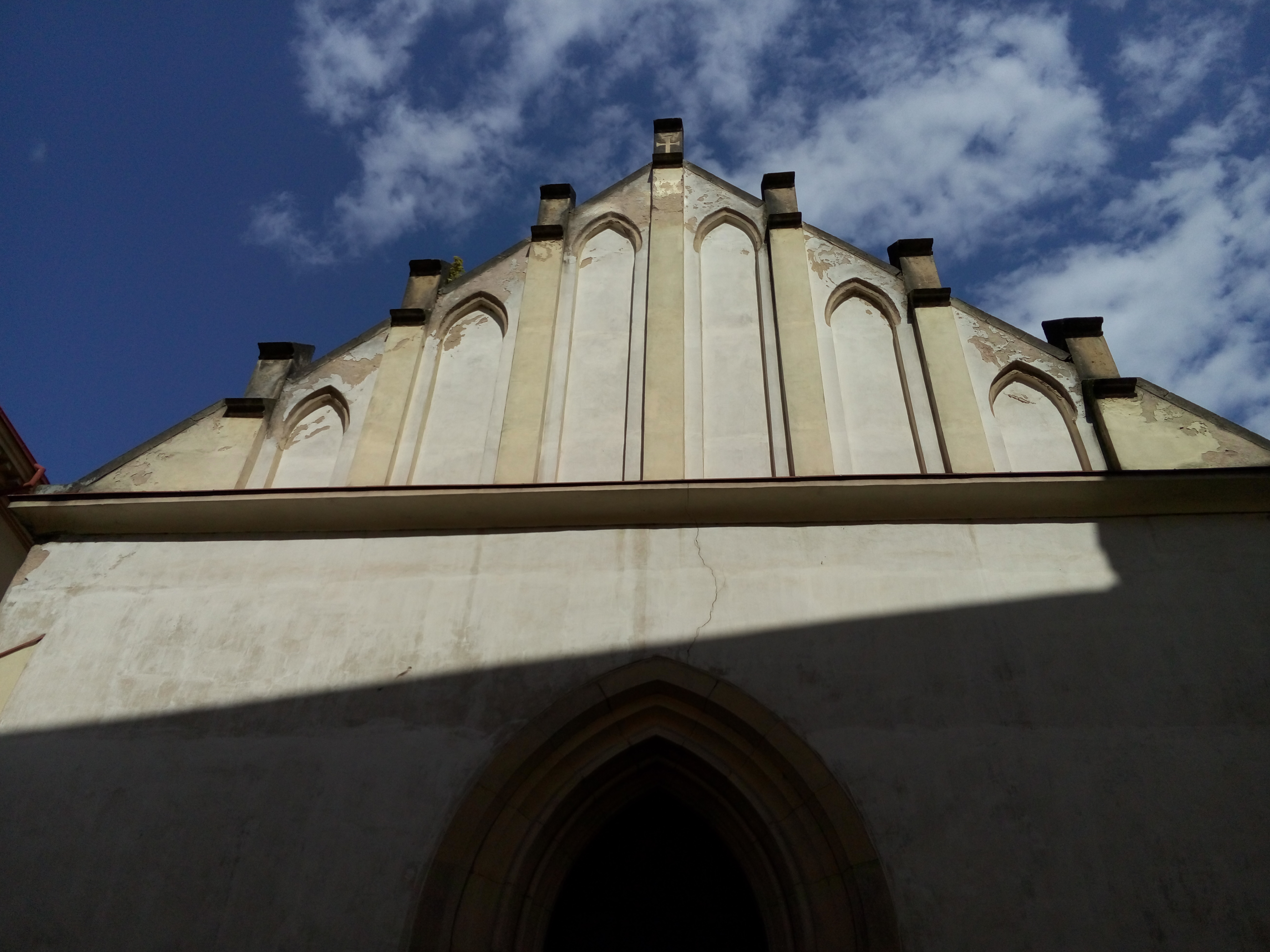
trojboký štít se soustavou hrotitých oblouků

Přestože kostel působí velice skromně, je tvořen obdélnou lodí s trojboce zakončeným presbytářem, který je nižší než loď, a sakristií na jižní straně. Vstupní průčelí je zvýrazněno trojbokým štítem se soustavou hrotitých oblouků. Ze severní stěny vystupuje hrotitý portál s ostěním profilovaný dvěma pruty na tordovaných patkách. Je krytý sedlovou střechou. Po obvodu stavby se nachází patky a sokl. Vstup do krypty je možný z venku samostatným vchodem.

### Loď
Loď je rozdělena do tří polí se šesti okny. Nad lodí se nacházejí tři pole křížové klenby s vyžlabenými žebry. V prvním poli se nacházejí konzoly, ostatní žebra končí useknutím. Na kruhových svornících je možné spatřit znak Pernštejnů (někde již chybí). Na konci lodi je kruchta vybudovaná v období baroka. Podpírají ji dva sloupy a zakončuje ji zábradlí, které bohatě zdobil řezbář a sochař František Malínský. Kostel býval bohatě zdoben a vybaven novogotickým zařízením. Klenby byly dekorovány ornamentálními malbami. U obou pozdně gotických dveří si můžeme všimnout jemných pískovcových prutů na vřetenovitých patkách a u postranních dveří renesanční řezby. 

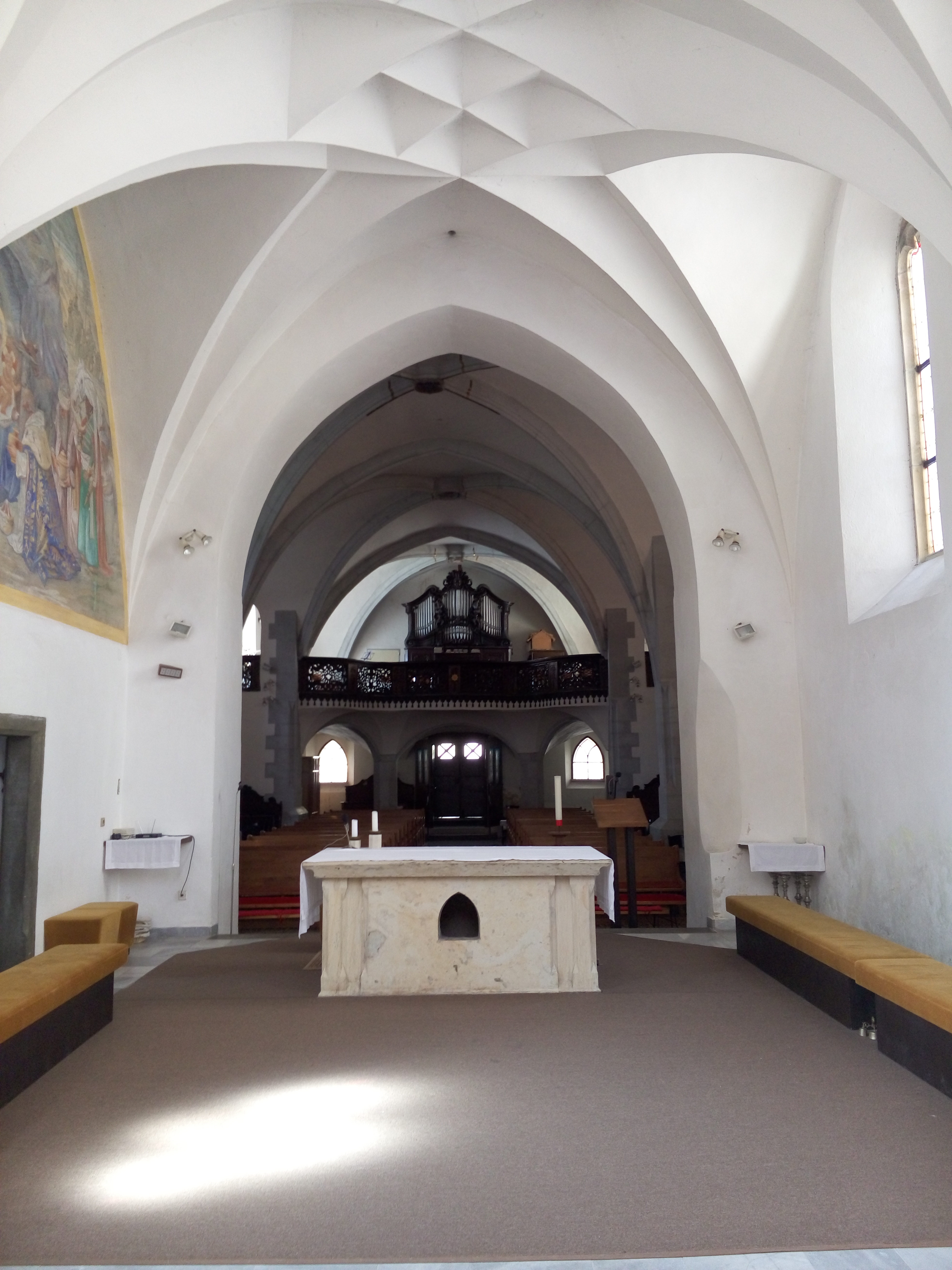
pohled z presbytáře do lodi kostela

### Presbyterium
Stavba má presbyterium s pěti okny. Nad kněžištěm se rozprostírá sklípková klenba. Na některých oknech v presbytáři si můžeme všimnout původní trojlisté a plaménkové kružby. V kněžišti zobrazil výjev Tři králové Josef Bosáček podle návrhu Mikoláše Alše. V pseudogotickém stylu byl zhotoven hlavní oltář podle návrhu Bóži Dvořáka, který zrealizoval sochař R., Vávra. Obraz, který je nyní přenesený na boční oltář, je dílem Františka Potěšila.Předlohy pro okenní malby vytvořil grafik, malíř a sochař Ludvík Vacátko.
I další vybavení kostela vzniklo v pseudogotickém stylu. Například boční oltáře sv. Jana Nepomuckého a sv. Floriána.Lavice jsou dochovány z doby baroka.
Kostel je též vybaven varhany, které jsou do dnes plně využívány při nedělních dětských školách probíhajících během mše.
V současnosti se většina kostelního vybavení restauruje.

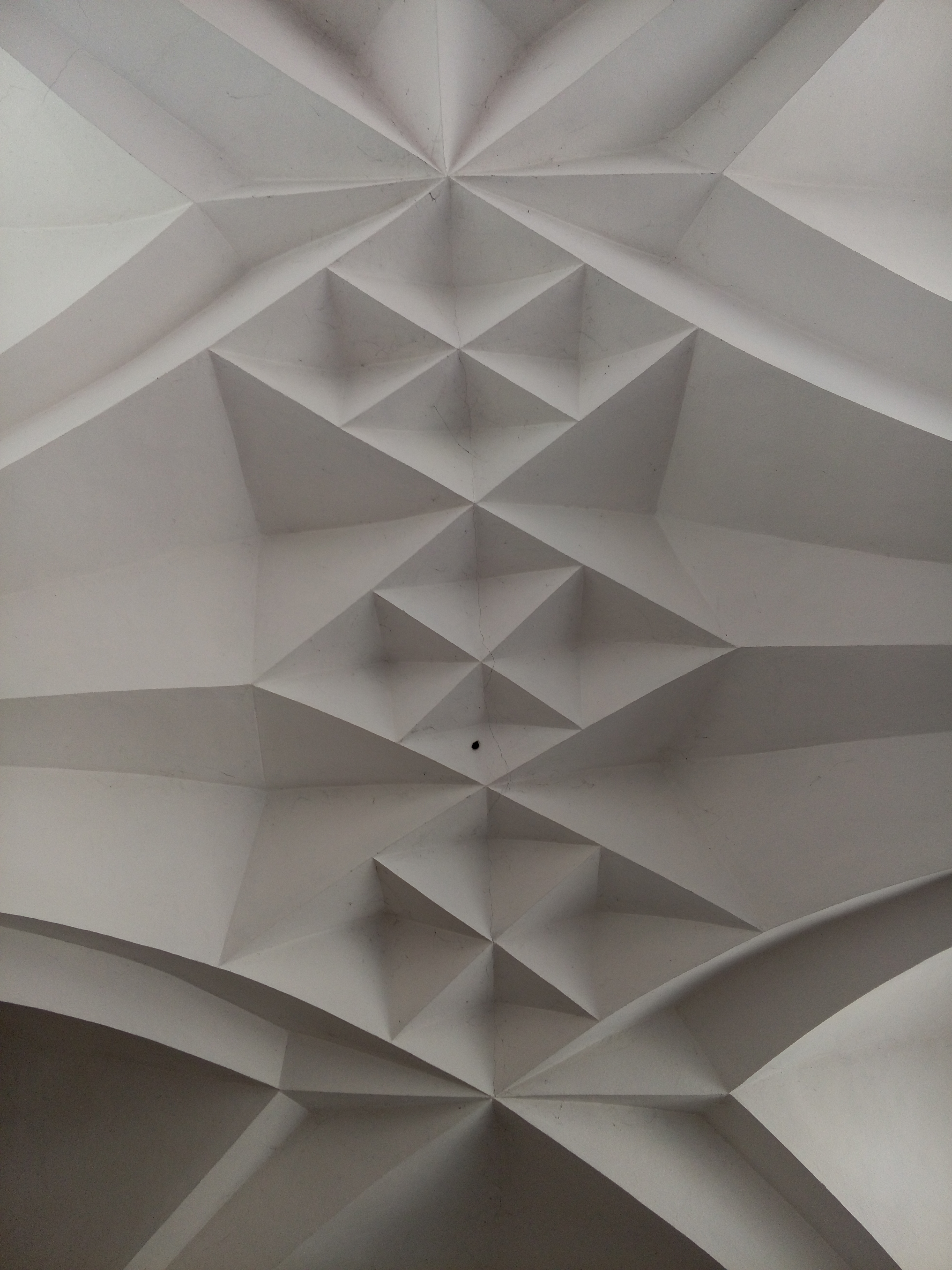
sklípková klenba v presbytáří

### Zvonice
Východně od kostela vystavěl pernštejnský mistr Petr kolem roku 1535 vysokou věžovitou zvonici neobvyklé formy, která byla dokončena v roce 1541. Jednalo se o čtyřpodlažní válcovitou věž s osmibokým zvonovým patrem a zvonice byla završena vysokou renesanční helmicí s dvojitou lucernou. Zvonice měla být hlavní městskou věží, ale roku 1542 převzala tuto funkci Zelená brána. Věž zanikla během třicetileté války.

## Zajímavosti
Kostel byl v 70. letech 20. století opět uzavřen a komunistický režim ho chtěl přeměnit na koncertní sál, ovšem po roce 1990 byla na koncertní sál přeměněna zasedací síň okresního výboru komunistické strany a z jeho nové budovy se stal Dům hudby.

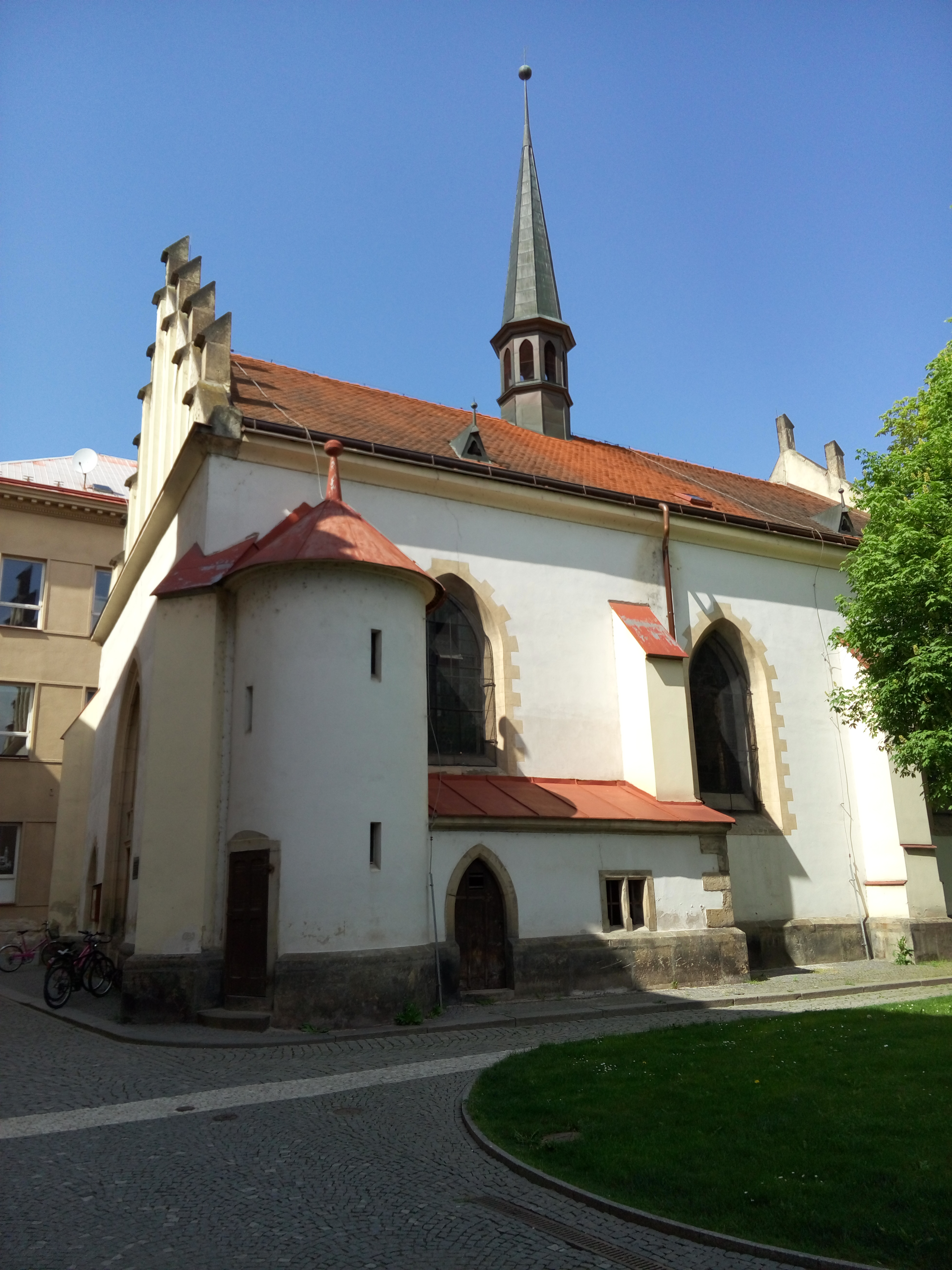
kostel Zvěstování Panny Marie
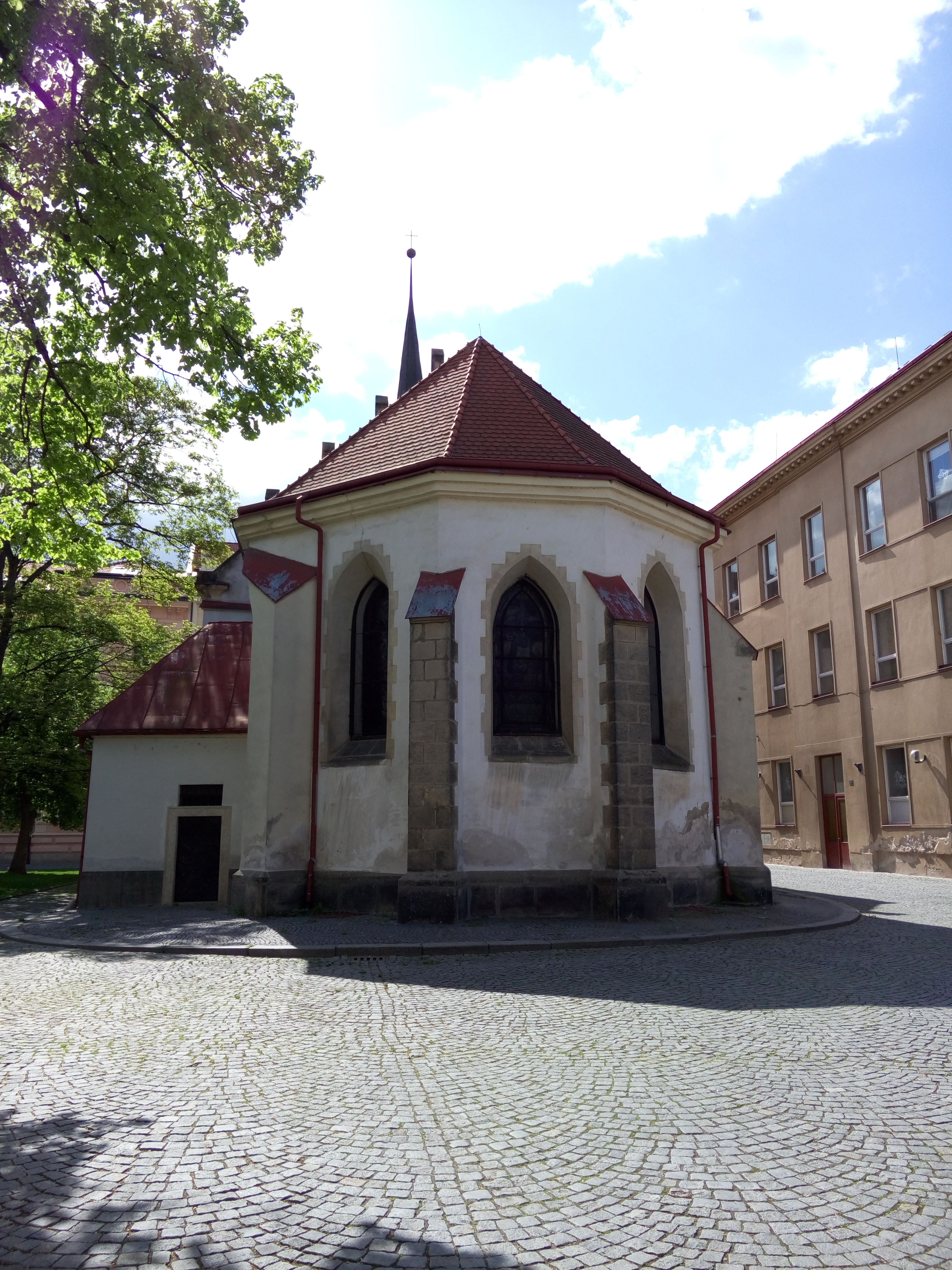
pohled na trojboce zakončený presbytář
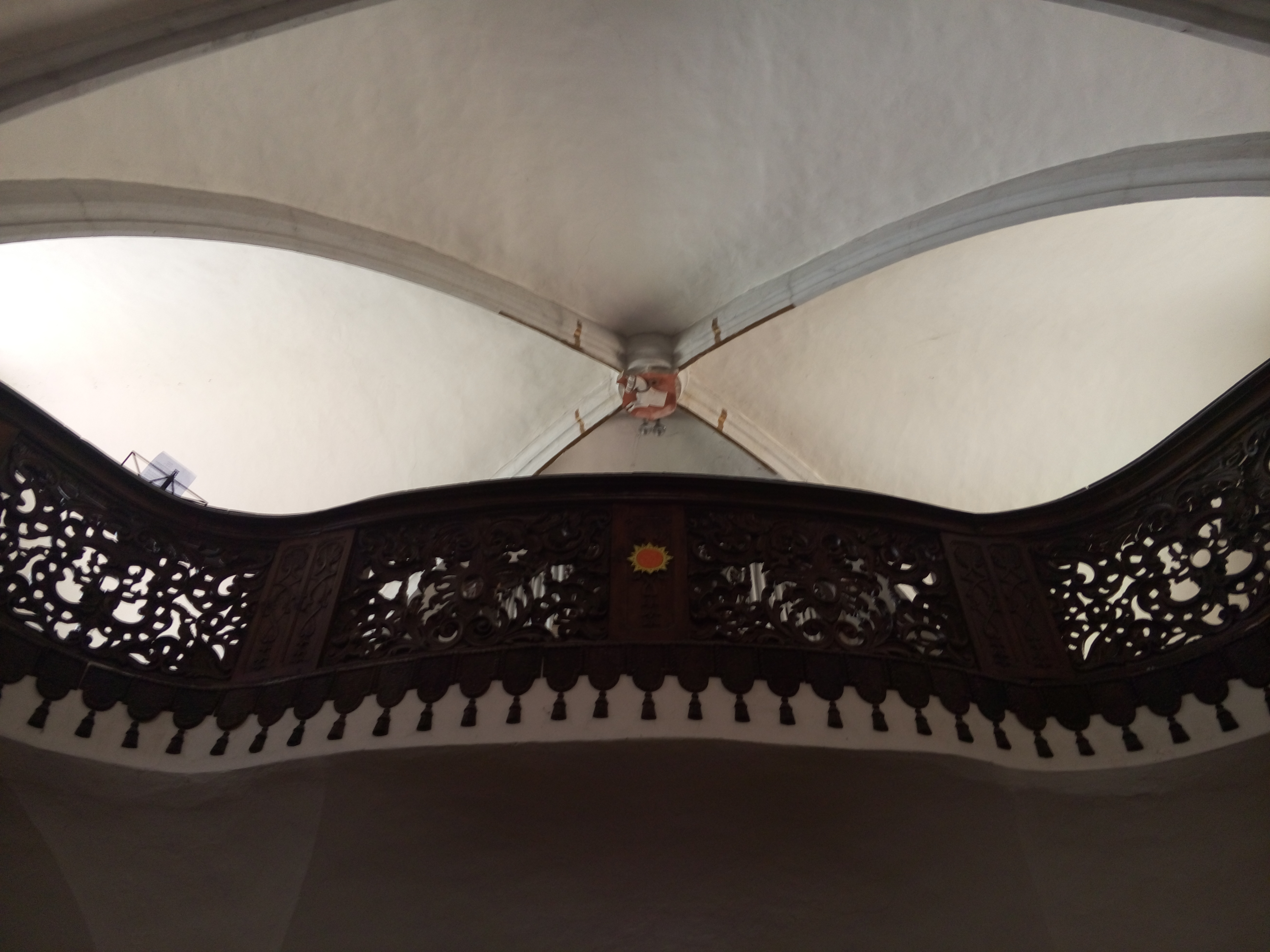
zábradlí kruchty, které vytvořil František Malínský
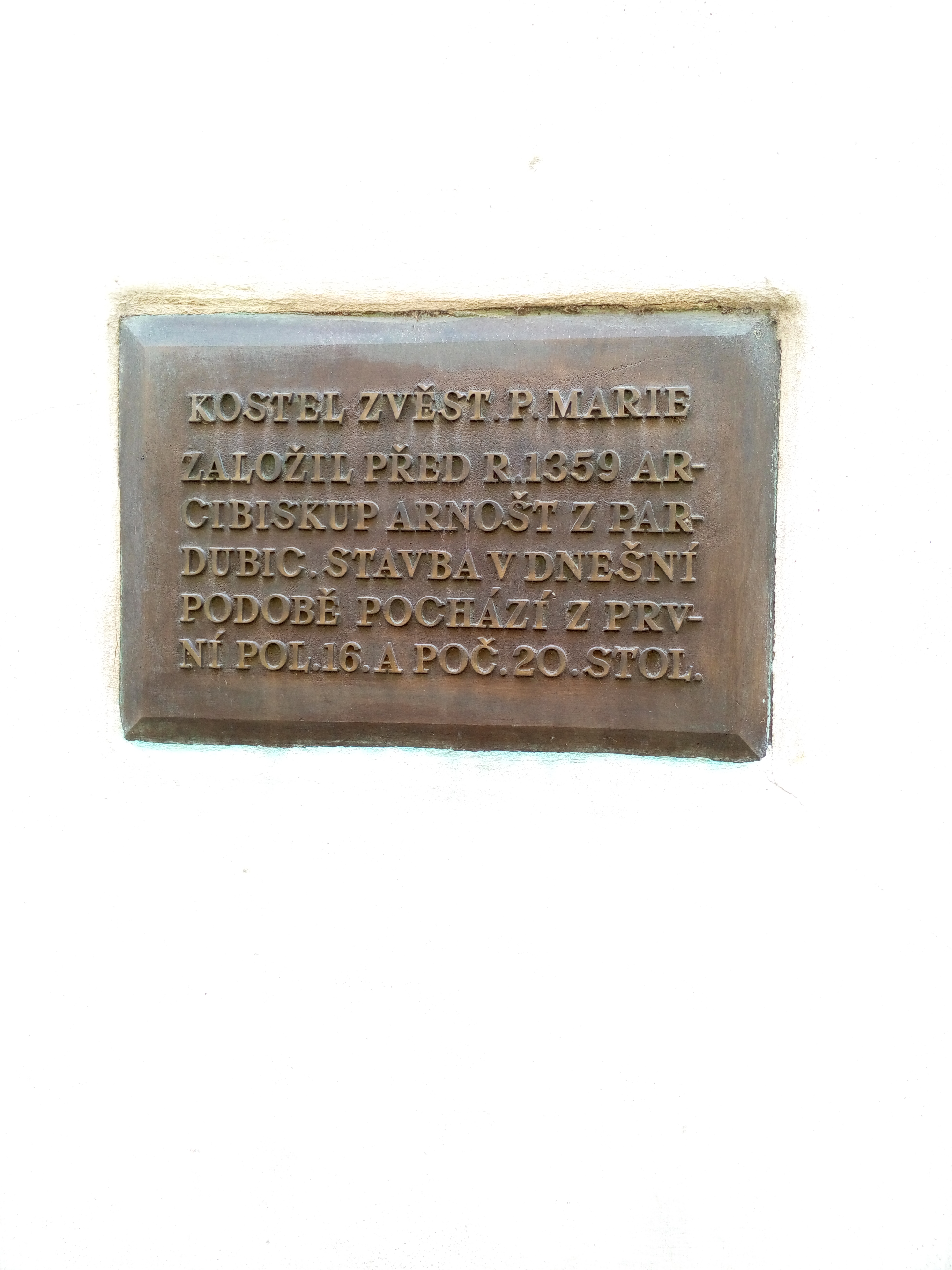
deska na fasádě kostela